# Šikun Har'el
Šikun Har'el (hebrejsky: שיכון הראל, doslova Har'elova čtvrť) je městská čtvrť v západní části Jeruzaléma v Izraeli.

## Geografie
Leží v nadmořské výšce necelých 800 metrů, cca 4,5 kilometru západně od Starého Města. Je podčástí širšího urbanistického celku čtvrtě Bejt ha-Kerem. Na východě s ní sousedí vlastní obytný soubor Bejt ha-Kerem, na jihu se rozkládá areál Nemocnice Ša'arej Cedek. Na severu terén prudce klesá do údolí vádí Nachal Revida. Na západě stojí nejprve čtvrť Jefe Nof a za ní Herzlova hora a dál k západu areál Jad Vašem připomínající holokaust, za nímž už začíná rekreační komplex Jeruzalémského lesa. Čtvrtí prochází lokální silnice číslo 386, která vede k jihozápadu, do venkovských oblastí Jeruzalémského koridoru. Populace čtvrti je židovská.